# Королівство фей
Королівство фей (фр. Le Royaume des fées; у США вийшов під назвою Країна казок, або Королівство фей (англ. Fairyland, or the Kingdom of the Fairies), у Великій Британії — Чудеса безодні, або Королівство фей (англ. The Wonders of the Deep, or Kingdom of the Fairies)) — французький німий фільм 1903 року режисера Жоржа Мельєса.

## Виробництво
Історик кіно Жорж Садуль припустив, що фільм є вільною адаптацією популярної феєрії братів Гуаньяр La Biche au Bois (Лань у лісі), вперше поставленої в березні 1845 року в театрі де ла Порт Сен-Мартен, яку неодноразово ставили протягом XIX століття. Публікація Національного центру кіно та анімації про фільми Мельєса посилається на казку Шарля Перро «Спляча красуня» як на найпряміше джерело натхнення для створення фільму, а сім фей із цієї казки скорочено до чотирьох.
У фільмі знялися Жорж Мельєс у ролі принца Бел-Азора, Маргеріт Тевенар у ролі принцеси Азурин і Блюетт Бернон у ролі феї Аврори. Садуль, розглядаючи кадр із фільму, впізнав серед акторів другого плану Дюрафура.
Хоча більшу частину фільму знято в приміщенні, сцену весільного кортежу ближче до кінця знімали просто неба, в саду Мельєса, зі справжнім конем. Спецефекти у фільмі створено за допомогою сценічної техніки, рухомих панорам, мініатюрних моделей, піротехніки, замінних склеювань, накладень, розчинень.

## Випуск
Фільм випустила компанія Мельєса Star Film Company, у каталогах якої він має номери 483—498. (У системі нумерації Мельєса фільми перелічено та пронумеровано відповідно до порядку виробництва, і кожен каталожний номер позначає приблизно 20 м плівки.) Американське авторське право на фільм зареєстровано в Бібліотеці Конгресу 3 вересня 1903 року.
За словами дослідника Мельєса Джона Фрейзера, фільм був «найамбітнішим твором Star Film на той час» (the most ambitious Star Film production to date) і «широко розповсюдженим і активно рекламованим» (was widely distributed and heavily promoted). Для показу у великих містах до фільму підготовлено оригінальну музику. Як і в щонайменше 4 % усієї продукції Мельєса (зокрема, у фільмах Подорож на Місяць, Неймовірна подорож) , Сон раджі та Севільський цирульник), деякі копії, розфарбовані вручну, продавали за вищою ціною.

## Прийняття
«Королівство фей», як і такі ж видовищні фільми Мельєса Подорож на Місяць (1902) і Неймовірна подорож) (1904), було одним із найпопулярніших фільмів перших кількох років двадцятого століття. Коли Томас Л. Таллі 1903 року вперше показав фільм у своєму театрі «Лірик» у Лос-Анджелесі (оголосивши його «Кращим, ніж Подорож на Місяць»), газета Лос-Анджелес Таймс назвала стрічку 
|  | цікавою демонстрацією меж, яких можуть досягти рухливі зображення, якщо передати їх у руки експертів, забезпечених часом і грошима для втілення своїх вигадок. Оригінальний текст (англ.) ...an interesting exhibit of the limits to which moving picture making can be carried in the hands of experts equipped with time and money to carry out their devices. |

Теоретик кіно Жан Мітрі назвав його 
|  | безсумнівно, найкращим фільмом Мельєса, і в будь-якому випадку найпоетичнішим.Оригінальний текст (англ.) undoubtedly Méliès's best film, and in any case the most intensely poetic. |

Копії фільму збереглися в кіноархівах Британського інституту кінематографії та Бібліотеки Конгресу.